# 花鈿妝
花钿（拼音：diàn 注音： ㄉㄧㄢˋ ）、又稱花子、面花，是中國傳統妆饰，施于额头、眉心、兩鬓，即花钿妆。
花钿由金、银、貝、紙或其他材料雕鏤、裁剪成薄片，有花、鸟、蝴蝶等各種形状。顏色則以红、黄、绿为多。與此類似的面靥、妆靥則是由胭脂塗成。但兩者有時會混用，指於面上繪上圖案的面妝，以材料和顏色不同而又有別稱，如金箔製作的為金鈿，翠綠色羽毛製作的為翠鈿，黃色材料製成的則為花黄。粘花的主要材料是呵胶或鱼鳔胶。

## 历史发展

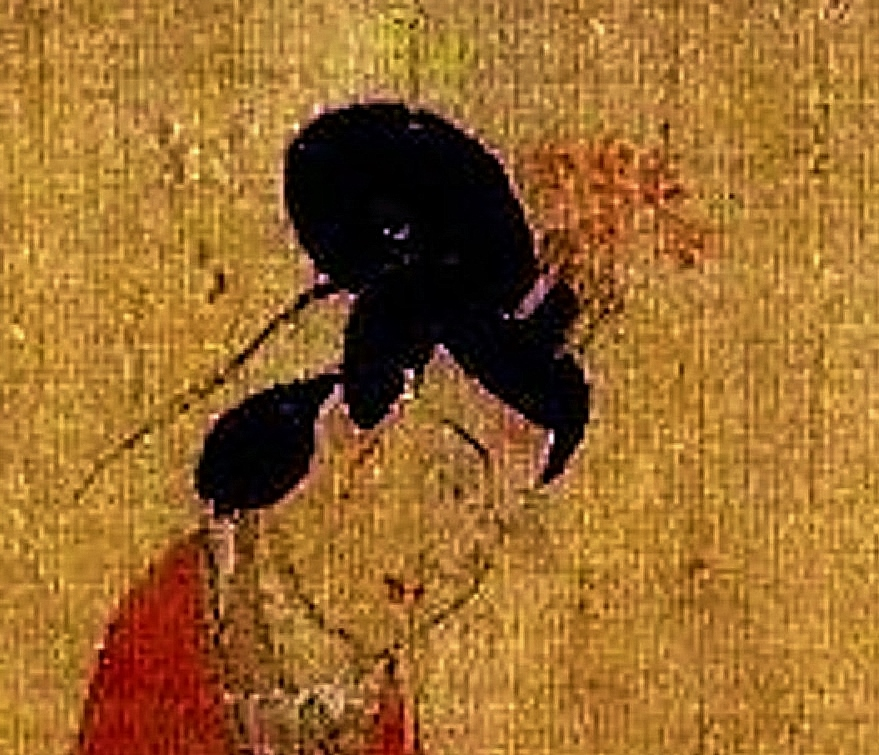
東晉顧愷之《女史箴圖》中女子額上繪有V字形花鈿

先秦時期，婦女在臉上黏貼飾物或描繪裝飾圖案的風俗，即後世所稱之花鈿妝。這種化妝方式在西周已經出現，初期稱為的或點的。長沙戰國楚墓中的彩绘女俑脸上就点有梯形状的三排圆点，河南信阳出土的楚墓彩绘木俑的眼皮之上也繪有圆点，是早期花子的基本形狀。
漢代時這種在臉上繪畫圖案面妝很很流行，湖北江陵汉墓就出土了绘有圓點妆饰的木俑，長沙西晉永寧二年墓出土的漢代女俑也有施於眉額中間的圓形妝飾。這類妝飾於魏晉南北朝仍然可見，據晉人王嘉的《拾遺記》所載，東吳廢太子孫和有一次誤傷寵妾鄧夫人之臉頰，太醫說要以白獺髓、雜玉、琥珀屑所製之藥膏塗抹，但找不到白獺髓，就用白獺骨代替。但藥膏的琥珀太多，使鄧夫人臉上留下赤點，卻顯得她更美麗。於是欲受寵之嬪御、婢妾紛紛仿效，成為一時風尚。武昌蓮溪寺東吳永安五年墓出土的女陶俑則有圓形施於眉額正中。魏晉南北朝時花子的形狀豐富起來，东晋顾恺之《女史箴图》中妇女及儿童的额头上都绘有卷草形图样，鬓角处绘竖线形图样。
據漢代劉熙《釋名》所言，以紅色顏料點在面上稱為的，本來是天子和諸侯之妾在月經來潮時表示不能進御的一種標識，後來流傳到民間，成為一種妝飾。湖北江陵汉墓就出土了绘有“的”妆饰的木俑。
至隋代，不但婦女會在臉上貼花子，連男性文官也會貼五色花子。無論如何，花钿在隋唐已經是常見的女性妝容:13。唐至五代十國是花子的全盛時期，《中国历代妇女妆饰》，唐朝女子化妝順序為“一敷铅粉，二抹敷脂，三涂鹅黄， 四画黛眉，五点口脂，六描面靥，七贴花钿”:4。在民間也很流行，李复言的《续玄怪录·定婚店》裡的韋固的妻子就以花鈿遮掩額上的傷疤。隨著花子的盛行，唐至五代十國出現很多不同材質、形狀的花子，唐代墓室壁畫中的女性不少都以花子妝飾臉部。晚唐時更發展至鼎盛，並延續至五代，敦煌壁畫中的晚唐至五代貴族婦女供養人畫像就有不少是滿面花子。五代十國的詩詞也有不少描述到婦女臉上的花子，如顾夐的《荷叶杯》有“小髻簇花钿，腰如细柳脸如莲。”，后蜀欧阳炯《女冠子》词曰“薄妆桃脸，满面纵横花靥”:13。
宋朝历代皇后翟衣像上仍然可以看到花鈿的蹤跡:14:500。淳化年间出現了黑光纸剪成的团靥和鱼腮骨做成的“鱼媚子”，贵妇則用珍珠作装饰，即“珍珠花钿妆”:14。到南宋時因為社會風氣趨於保守而漸漸衰落:15。元代妇女雖然仍有用花子飾面，但一般只在额部中央装饰一个极简单的花靥，不再是满面花靥。
明代婦女在重大場合或節慶之日仍有装饰花靥，稱為面花，《明史·輿服二》載永樂三年定皇后禮服包括珠翠面花，即以珍珠、點翠製成的面花，一套五件，一件貼於額部，另兩件分別貼於兩靨，兩件分別貼於左右眉梢末端近髮際處。《金瓶梅》第三十二回就提到李桂姐臉上貼著三個翠面花兒，翠面花兒就是點翠面花 。其中貼於兩眉間的面花又稱為眉間俏:362。清代以后，妇女面饰花靥絕跡，只見於小孩眉心所點的小紅點，具有辟邪之意。近年漢服逐渐回归人们视野，一些人穿著漢服時會在以花钿妝飾臉部。

### 由来
中國女性化面妝的習俗最早見於春秋战国时期，而花钿本身的起源則較為複雜，歷代文獻對此有不同記載。現代考古發現又與文獻記載有所出入。
《中华古今注》说花鈿由秦始皇發明，他命令宮人貼五色花子。至東晉時有童謠說織女死後，人們貼草油花子為織女守孝。到北周時，宮人出席宴會貼五色雲母花子，侍奉主人時則貼奉勝花子作桃花妝。
一說起源於南朝宋武帝之女壽陽公主劉興弟，按《太平御覽》及《事物纪原》引《杂五行书》的相關記載，壽陽公主在某年的人日臥於含章殿簷下，一朵梅花落在公主額上，留下五辮花印，拂之不去。三日後才洗去。宮女覺得奇異，紛紛仿效，即梅花妝：“武帝女壽陽公主人日臥于含章簷下，梅花落公主額上，成五出之花，拂之不去。皇后留之，看得幾時，經三日，洗之乃落。宮女奇其異，竟效之，今梅花妝是也。” 。，這說法也不見於正史。
還有一種說法指是起源於武周時期女官上官婉兒，上官婉儿原為唐中宗的昭容，武則天稱帝後，上官婉兒輔助政務，而她因激怒了武则天而被黥面（《北户录》則指是以刀刻面），後來為了掩盖痕跡而贴花。而在唐代宗大曆之前，不少士大夫妻子妒悍，婢妾因小事觸怒她們就被印面，這些婢妾就以形狀不同的點來遮蓋痕跡，有月點、錢點等。
亦有研究者主張花鈿是受到外來文化影響，可能源自佛像兩眉間的白毫，因為佛教傳入而影響到婦女化妝，例如湖北省武昌蓮溪寺東吳永安五年墓出土陶俑以及長沙西晉永寧二年墓出土的漢代女俑，額中所飾圓點與白毫相似，然而並沒有實質史料證明兩者關係，此說尚不能肯定。而在哈薩克阿斯塔納出土的十六國紙本繪畫以及印度北部古健馱邏國地區出土的貴霜王朝石雕像的裝飾與中國同時期的花鈿面飾相似，花鈿可能是受到中亞和印度文化的影響。亦有指華夏的面花有可能是源於受匈奴人紋面圖案影響:60。
還有學者認為花鈿妝源於上古繪面習俗，為原始圖騰崇拜的遺風。不少文化當中皆有過在臉上特定位置繪上裝飾圖案的習俗，這些圖案都是有規則地排列，而花鈿妝的妝飾位置也和此類繪面相似，故此有學者認為花鈿妝與繪面有一定關係:66。考古發現湖南長沙小吴门外戰國楚墓中的彩繪女俑脸上呈梯形状的三排圆点，以及河南信阳出土的楚墓彩绘木俑的眼皮之的圆点是花钿的雏形，所以花钿的起源至少能追溯到春秋战国时期。

## 类型
花钿按照装饰部位、形状、颜色、材质有不同的名称，因此名称繁多。还有称谓如花子、面花、点的等。

### 部位
花钿本指饰于额上之面花，后来变成统称。饰于两颊的称为面靥、靥钿。饰于眉尾至两鬓间太阳穴位置的长型面花称为斜红。晚唐起花钿妆流行贴到面上多处，称为满面花子，敦煌壁画中的就有不少满面花子的供养人形象。

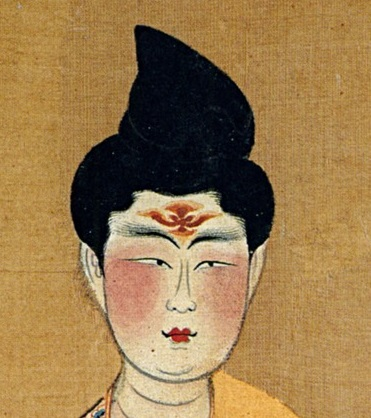
初唐額上妝飾花鈿的仕女

### 形状
花鈿妝所用的圖案多種多樣，有抽象、具象的圖形，複雜多變。有星形、杏核形、銅錢形、花卉形、飞鹤形、蝴蝶形、蜻蜓形、菱形、蝉形、燕形、三叶形、桃形、露珠形、牛角形、雉鸟形、鱼鳞形、元宝形、扇面形、塔形、月牙形、卷草形、豎線形等不同形状。或为点画，或为剪贴，疏密相间， 匀称得当:66—68:94—96:18:174。
最簡單、最基本的花子是圓點形，早在西周时期即已出现，稱為的、點的。中國在唐代之前常見黃豆大小之點的:94，有些是多個點的組合成圖案，例如長沙戰國楚墓中的彩绘女俑脸上之點的是組成梯形状的三排，河南信阳出土的楚墓彩绘木俑的眼皮之上也繪有圆点。唐代的《宮樂圖》、五代《簪花仕女圖》中的女性也在兩眉之間飾有圓點:18。高句麗古墳壁畫中也常見圓形花子，例如水山里古墳壁画中的女主人的左侧脸上的红圓形:173—174，東岩里壁畫墳貴婦面上的圓點、雙楹塚壁畫侍女、長川一號墳的舞妓和樂妓兩眉之間的紅圓點等:173—174。由高麗王朝至現代的花鈿妝也是以圓形圖案為最常見。

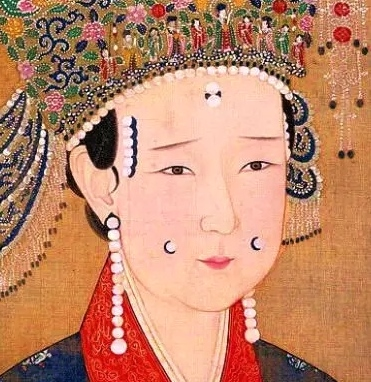
北宋仁懷皇后朱氏的翟衣像，臉上貼有珍珠钿妆

隨著花鈿妝的發展，花子出現了繁多的形狀，不少是自然界事物如星、月、花、草等形狀，也有一些抽象圖案:66—68。中國在魏晉時期的花子形狀經已豐富起來，如东晋顾恺之《女史箴图》中妇女及儿童的额头上有卷草形圖案，鬓角处則有竖线形图样。到了唐代，妆靥之风愈演愈烈，图案日趋复杂:94。晋謝朓《美女篇》“约黄能效月，裁金巧作星”與北周庾信《镜赋》云：“靥上星稀，黄中月落”等都是指婦女面上星形和月形的花鈿妝杂:95。花卉形的花子也很常見，有些是以圓點組成花形，也有些是以數片花辮形組成花朵，其中梅花妝就是梅花形的花鈿妝。有些特定圖案的花子也有特定的名稱，如星星形的面靨稱為星靨，杏核形的面靨稱為杏靨，銅錢形的花子稱為錢點等。
新疆吐鲁番阿斯塔那出土的各种绢画、敦煌莫高窟唐代壁画中女供养人的花钿，大都为红色。绿色的翠钿即杜牧诗“春阴扑翠钿”、温庭筠词“眉间翠钿深”所咏。宋徽宗摹张萱《捣练图》中妇女的花钿，是绿色的。黄色的如温庭筠词“扑蕊添黄子”、成彦雄词“鹅黄翦出小花钿”所描述。有些特定图案的花子也有特定的名称，如星星形的面靥称为星靥，杏核形的面靥称为杏靥，铜钱形的花子称为钱点等。

## 漢字文化圈

### 日本

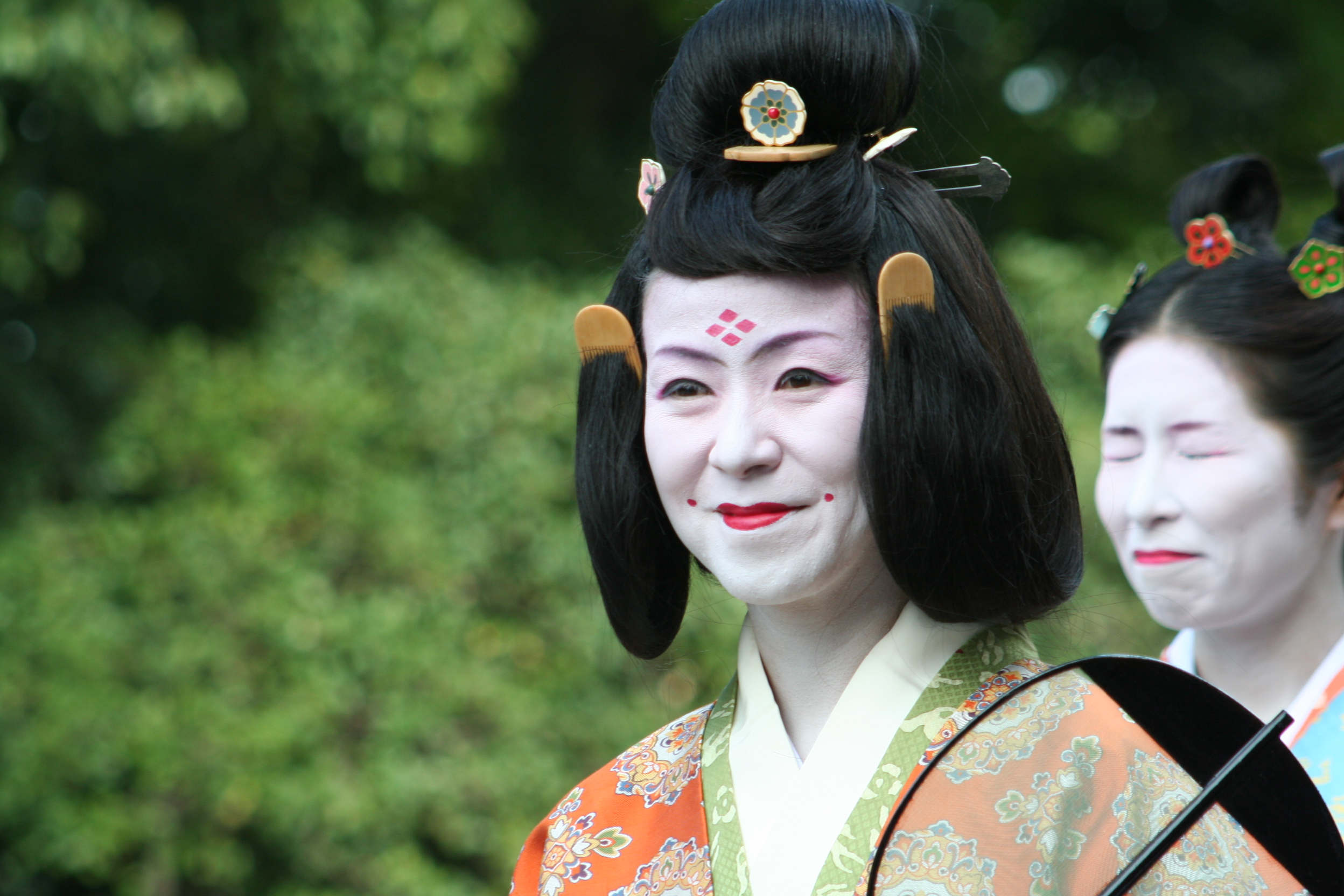
京都府京都市時代祭中作奈良時代宮廷女性打扮演員的花鈿妝

日本在飛鳥時代至奈良時代派遣隋使及遣唐使到中國，把隋唐文化帶到日本，包括服飾及化妝。雖然日本之前已經有化妝文化，但之前的化妝是以辟邪為目的，從隋唐傳入當地的化妝術和化妝品後，日本人才開始以美為目的之化妝。當時日本宮廷女性如皇族、女官等亦模仿隋唐唐性化妝，以花鈿、靨鈿妝飾臉部。正倉院藏鳥下立女屏風就繪著臉飾鮮綠色花鈿與黑色靨鈿的仕女:6。當時宮中女性穿著朝服時都會以花鈿、靨鈿妝飾。這種化妝方式一直流行至平安時代初期的宮廷，至中期發展出國風文化，帶有唐風的花子妝也漸趨衰落:7。此後只有一些特殊祭典中如平城京天平祭、時代祭等需要扮演飛鳥、奈良時代至平安初期女性時才會化花鈿妝。

### 朝鮮

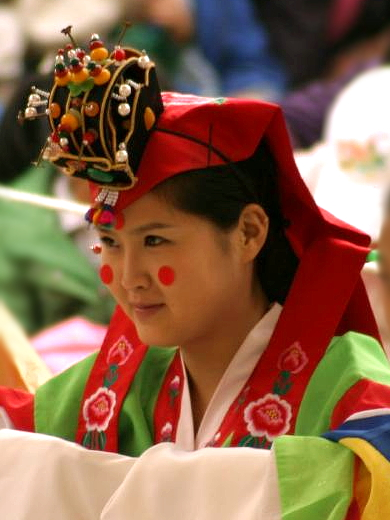
穿上朝鮮傳統婚服圓衫、頭戴花冠 (韓服)，額頭、兩頰貼上臙脂點的韓國新娘

朝鮮的面花稱為胭脂點（연지곤지），由中國傳入:110。在朝鮮三國時期，朝鮮從中國傳入化妝術。東岩里壁畫墳（동암리벽화분）的貴婦、雙楹塚壁畫侍女、長川一號墳的舞妓和樂妓面上也有花子:5—6。
到了朝鮮王朝，婚禮中的新娘都會在額頭、兩頰妝飾面花，直至現在的朝鮮傳統婚禮中仍然可見:107。